# Alhendín
Alhendín ist eine Gemeinde in der Provinz Granada im Südosten Spaniens mit 10.399 Einwohnern (Stand: 2024). Die Gemeinde liegt in der Comarca Vega de Granada.

## Geografie
Die Gemeinde grenzt an die Gemeinden Agrón, Armilla, Churriana de la Vega, Escúzar, Las Gabias, Gójar, Jayena, La Malahá, Ogíjares, El Padul und Villa de Otura.

## Geschichte
Die in der Gemeinde gefundenen archäologischen Überreste aus prähistorischer Zeit zeugen von den Ursprüngen Alhendíns. Aus der römischen Zeit von Alhendín gibt es auch Überreste seiner Bewohner. Unter der muslimischen Herrschaft wurde eine Festung gebaut, die heute getarnt mit anderen späteren Bauten koexistiert.
Heutzutage ist sie eine Vorstadt der Provinzhauptstadt Granada.